# Nettoyage anal

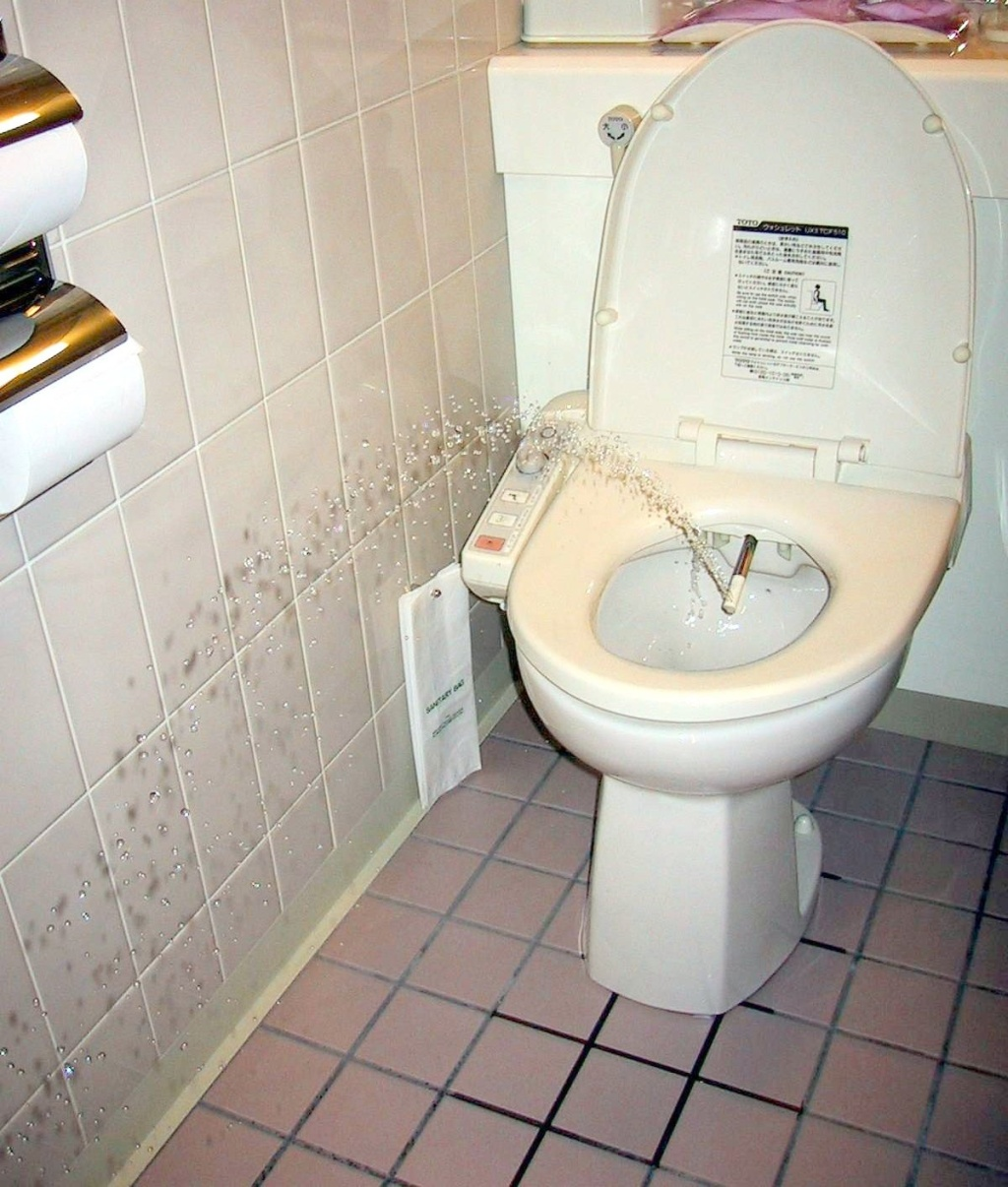
Une toilette japonaise avec bidet intégré pulvérisant de l'eau pour le nettoyage. Le jet d'eau est utilisé pour laver l'anus et les fesses après la défécation.

Le nettoyage anal est la pratique hygiénique qu'une personne effectue sur la zone anale par elle-même après la défécation. L'anus et les fesses peuvent être soit lavés avec des liquides ou essuyés avec du papier toilette ou d'autres matériaux solides afin d'éliminer les restes de matières fécales. Dans de nombreuses cultures musulmanes et hindoues, ainsi qu'en Asie du Sud-Est et en Europe du Sud, l'eau est généralement utilisée pour le nettoyage anal à l'aide d'un jet d'eau, comme avec un bidet ou le plus souvent éclaboussé et lavé à la main. Cela peut être suivi d'un séchage avec une serviette en tissu ou du papier toilette.
Dans d'autres cultures (comme dans de nombreux pays occidentaux), le nettoyage après défécation se fait généralement avec du papier toilette, bien que certaines personnes puissent aussi utiliser de l'eau ou des lingettes humides.
Dans les pays à faible revenu des pays en développement ou en bivouac, des matériaux tels que des matières végétales, boules de boue, neige, pierres, bâtons et feuilles sont parfois utilisés.
Avoir un moyen hygiénique pour le nettoyage anal disponible aux toilettes est important pour la santé publique en général. L'absence de matériel de nettoyage anal dans les ménages peut dans certains cas être corrélée au nombre d'épisodes diarrhéiques par ménage.

## Papier toilette

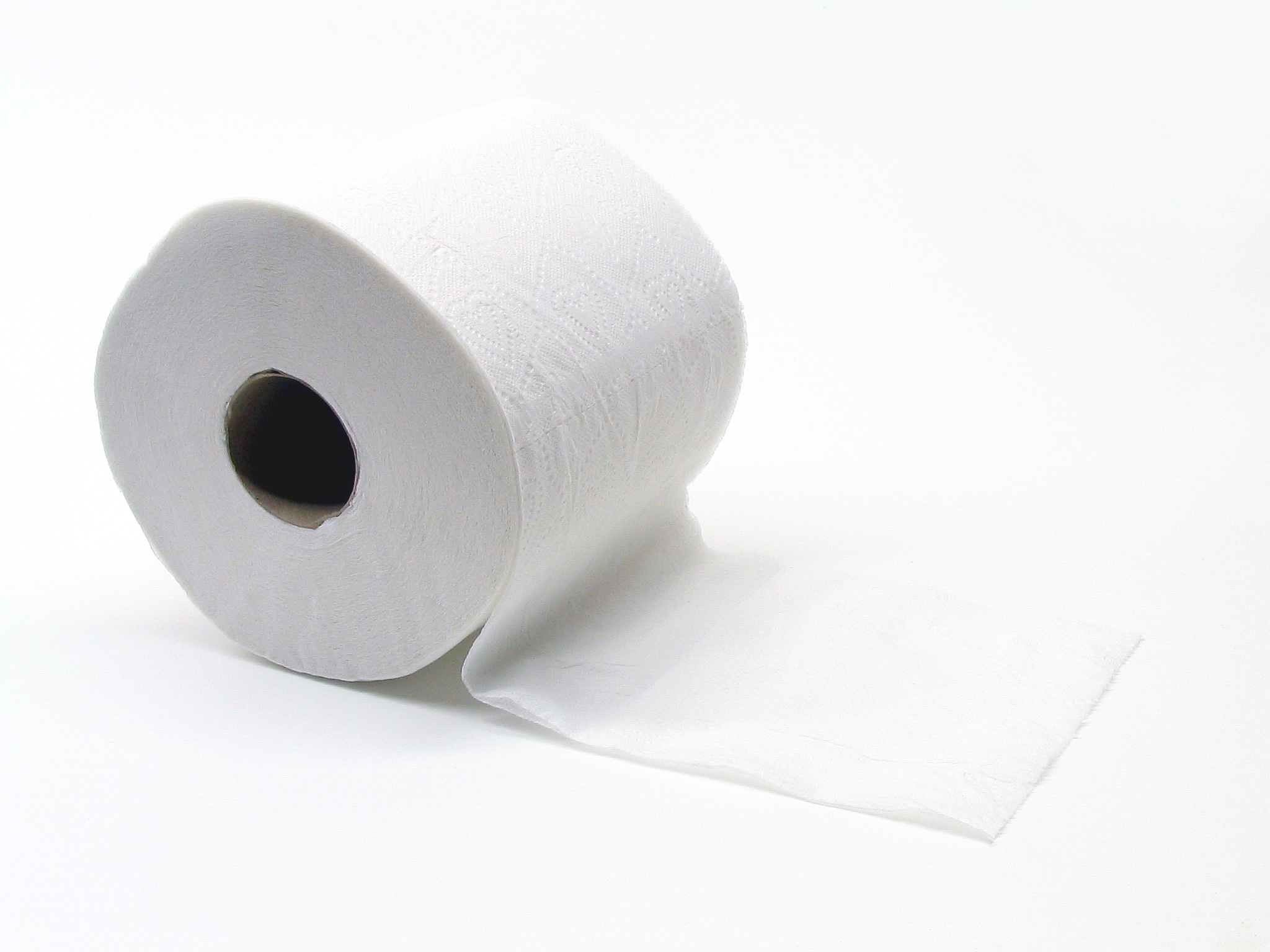
Un rouleau de papier toilette.

L'utilisation de papier hygiénique pour le nettoyage post-défécation a commencé en Chine. Il est devenu répandu dans la culture occidentale.
Dans certaines parties du monde, surtout avant que le papier de toilette soit disponible ou abordable, l'utilisation de journaux, de pages d'annuaire téléphonique ou d'autres produits en papier était courante. Aux États-Unis, le catalogue Sears Roebuck largement distribué était également un choix populaire jusqu'à ce qu'il commence à être imprimé sur papier glacé (à tel point que certaines personnes ont écrit à l'entreprise pour se plaindre),.
Avec les toilettes à chasse d'eau, l'utilisation de papier journal comme papier toilette risque de provoquer des blocages.
Cette pratique se poursuit aujourd'hui dans certaines parties de l'Afrique; Bien que des rouleaux de papier toilette soient facilement disponibles, ils peuvent être assez coûteux, ce qui incite les membres les plus pauvres de la communauté à utiliser les journaux.
Les personnes souffrant d'hémorroïdes peuvent trouver plus difficile de garder la zone anale propre en n'utilisant que du papier toilette et peuvent préférer se laver avec de l'eau.[réf. nécessaire].
Bien que l'essuyage d'avant en arrière minimise le risque de contamination de l'urètre, la directivité de l'essuyage varie en fonction du sexe, des préférences personnelles et de la culture.

## Eau

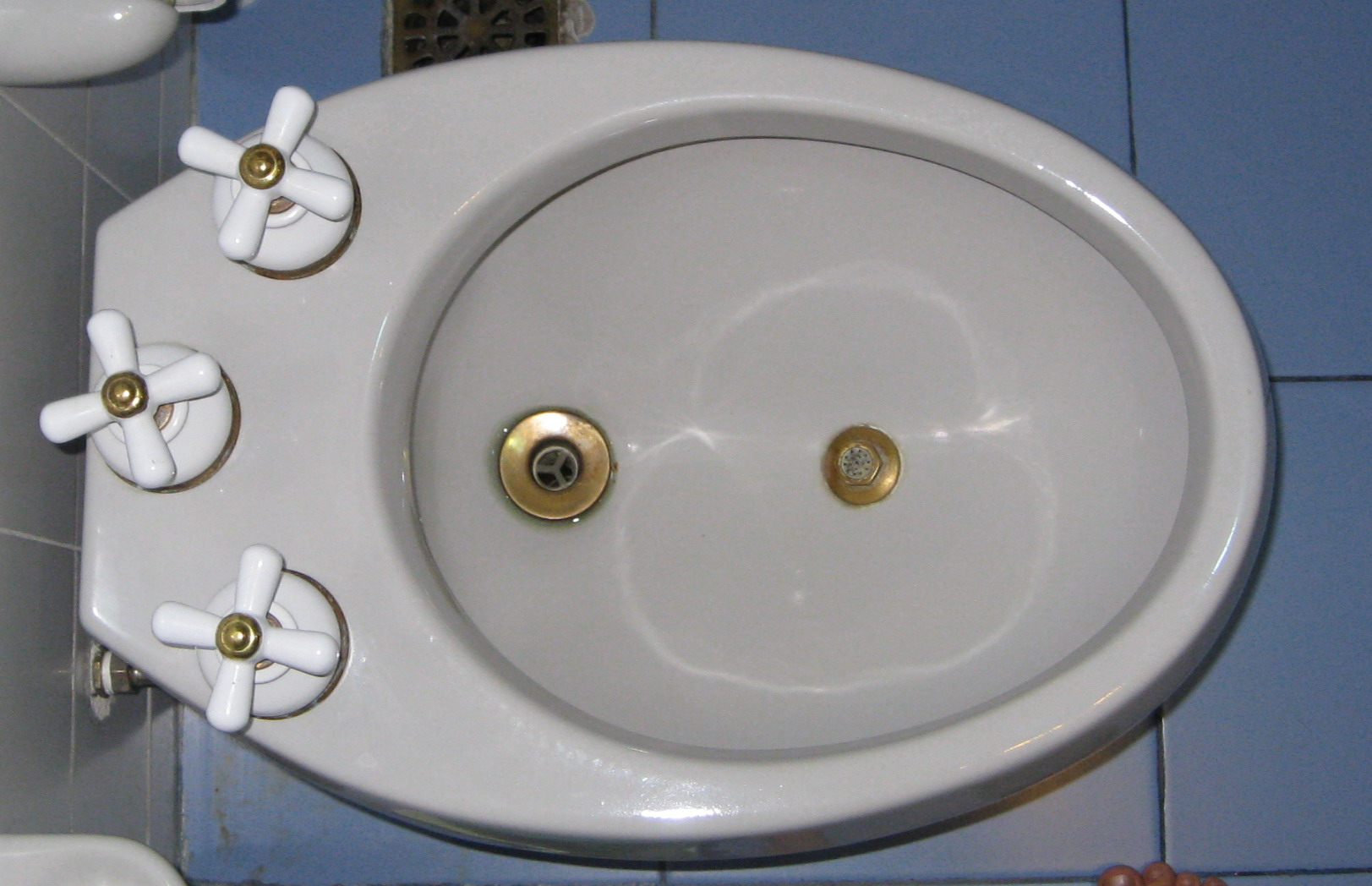
Vue de dessus d'un bidet

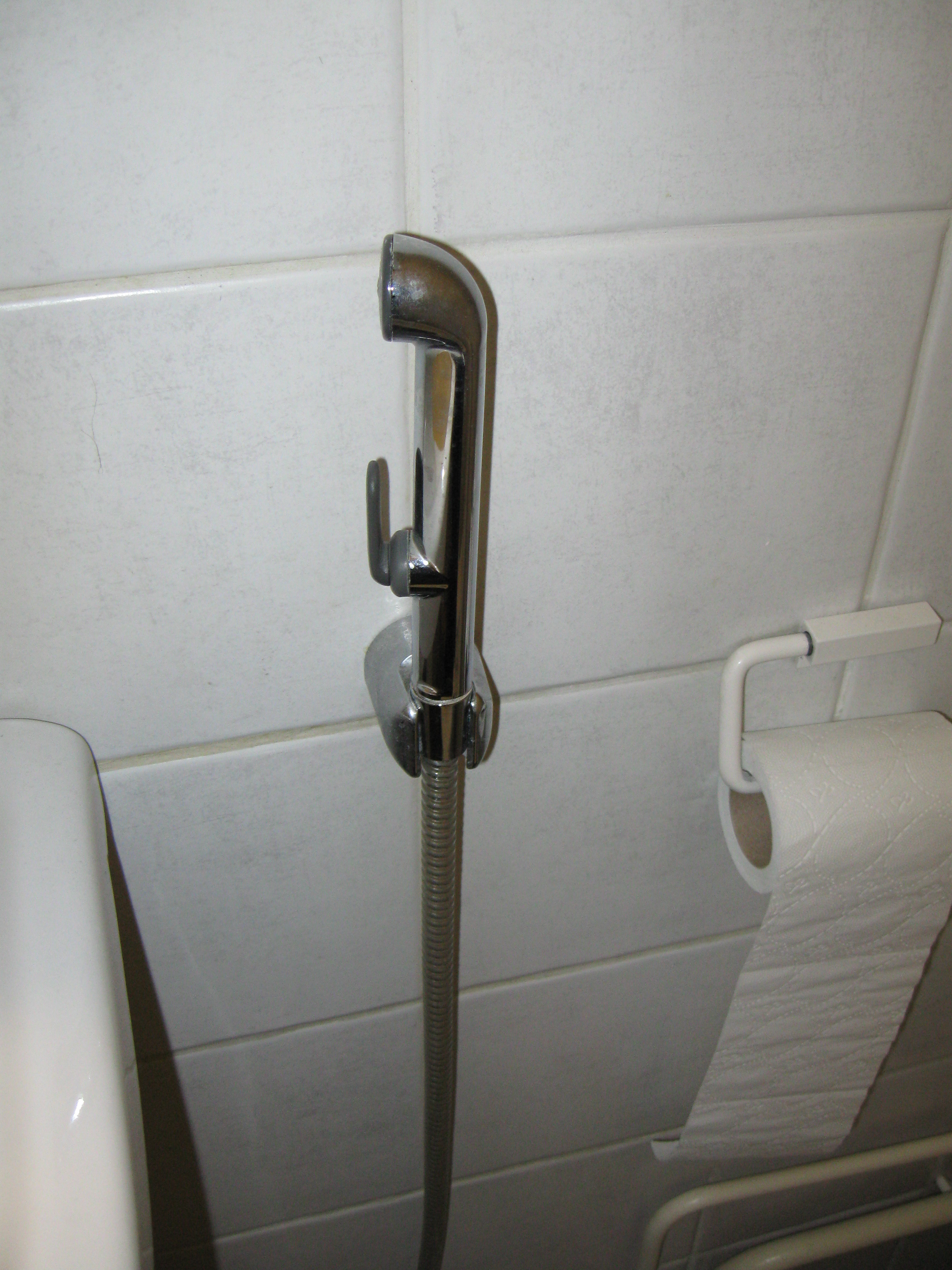
Une douche bidet ou "robinet de santé"

Le nettoyage à l'eau savonneuse est un moyen fiable et hygiénique d'éliminer les restes fécaux.

### Sociétés musulmanes
L'utilisation de l'eau dans les pays musulmans est due en partie à l'étiquette de toilette islamique qui encourage le lavage après tous les cas de défécation et de miction . Il y a des dispositions flexibles lorsque l'eau est rare : les pierres ou les papiers peuvent être utilisés en remplacement pour le nettoyage après défécation.
En Turquie, toutes les toilettes de style occidental ont une petite buse au centre de l'arrière du bord de la toilette qui vise l'anus. Cette buse est appelée taharet musluğu et elle est contrôlée par un petit robinet placé à portée de main près des toilettes. Il est utilisé pour laver l'anus après essuyage et séchage avec du papier toilette. Les toilettes à la turque n'ont pas ce genre de buse (un petit seau d'eau provenant d'un robinet à portée de main ou une douche de bidet est utilisée à la place).
Une autre solution consiste en une douche miniature et est connue comme un « robinet de santé » ou douche de bidet. Il est généralement placé dans une alcôve du côté droit de la toilette où il est facile de l'atteindre. Ce moyen est couramment utilisé dans le monde musulman. Dans le sous-continent indien, un vase lota est souvent utilisé pour se nettoyer avec de l'eau, bien que la douche ou la buse soient courantes dans les nouvelles toilettes. En kiswahili (langue bantoue influencée par l'arabe), l'action de se laver l'anus après s'appelle « kutawaza », signifiant en français « faire ses ablutions ». C'est ainsi que le même mot est utilisé avant de faire la prière pour les musulmans[réf. nécessaire]. Pour se purifier, le lavage se fait tout d'abord avec l'eau puis avec le savon pour se purifier avant les prières.

### Sous-continent indien
En Inde et dans le sous-continent indien, plus de 95% de la population utilise de l'eau pour nettoyer la région anale après la défécation.[réf. nécessaire] Dans les endroits où l'eau est rare ou peu disponible, une pierre ou un matériau dur similaire peut être utilisé à la place. L'utilisation de papier toilette est rare dans cette région et n'est observée que dans certains milieux urbains. Et même lorsque le papier toilette est utilisé pour nettoyer la plupart des déchets dans la région anale, il est suivi d'un nettoyage à base d'eau. [réf. nécessaire] Le nettoyage des mains avec du savon après ce processus de nettoyage est très important. S'il n'y a pas de savon, du sol, de la cendre ou du sable peuvent être utilisés pour nettoyer la main ou les deux mains. Les toilettes peuvent également avoir un bidet de pulvérisation (robinets de santé). Les cabinets de toilette plus simples peuvent ne pas avoir d'eau courante pour le nettoyage anal et le lavage des mains, mais seaux, écopes et tasses sont utilisés pour le stockage de l'eau et pour le nettoyage.

### Asie du sud est
Dans les pays d'Asie du Sud-Est comme l'Indonésie, les Philippines et la Thaïlande, les salles de bains ont généralement un balancier en plastique de taille moyenne (appelé gayung en Indonésie, tabo aux Philippines, ขัน (khan) en thaï) ou grande tasse, également utilisée au bain. Cependant, la plupart des ménages utilisent généralement du papier hygiénique, des «robinets de santé» ou des bidets. Certains robinets de santé sont des ensembles métalliques attachés à la cuvette du cabinet d'eau, avec l'ouverture pointée sur l'anus. Les toilettes dans les établissements publics fournissent principalement du papier toilette gratuit ou distribué, bien que le godet (souvent une bouteille en plastique ou une petite cruche) soit parfois utilisé dans certains établissements. Bien que la plupart des Thaïlandais éprouvent des difficultés à ne pas nettoyer leur anus avec de l'eau, la plupart des centres commerciaux ne fournissent pas de robinets de santé, car ils sont considérés comme sales et pourraient rendre leur nettoyage plus difficile. En raison de sa diversité ethnique, les toilettes en Malaisie présentent souvent une combinaison de méthodes de nettoyage anal et la plupart des toilettes publiques dans les villes offrent du papier toilette ainsi qu'un bidet intégré ou une petite douche bidet à main reliée à la plomberie en l'absence d'un bidet intégré.
Au Vietnam, les gens utilisent souvent une douche de bidet. Il est généralement disponible à la fois dans les ménages et les lieux publics.

### Asie de l'Est
Le premier siège de toilette «sans papier» a été inventé au Japon en 1980. Un siège de toilette à spray, généralement connu sous le nom Washlet de Toto, est généralement une combinaison de siège chauffant, bidet et séchoir, contrôlé par un panneau électronique ou une télécommande à côté du siège des toilettes. Une buse placée à l'arrière de la cuvette des toilettes dirige un jet d'eau sur l'anus à des fins de nettoyage. De nombreux modèles ont une fonction "bidet" séparée orientée vers l'avant pour un nettoyage féminin. Le siège de toilette à pulvérisation est commun seulement dans les toilettes de style occidental, et n'est pas incorporé dans les toilettes accroupies de style traditionnel. Certaines toilettes bidet modernes  japonaises, en particulier dans les hôtels et les zones publiques, sont étiquetées avec des pictogrammes pour éviter les problèmes de langue, et la plupart des modèles plus récents ont un capteur qui refuse d'activer le bidet à moins que quelqu'un ne soit assis sur les toilettes.

### Europe et Amériques

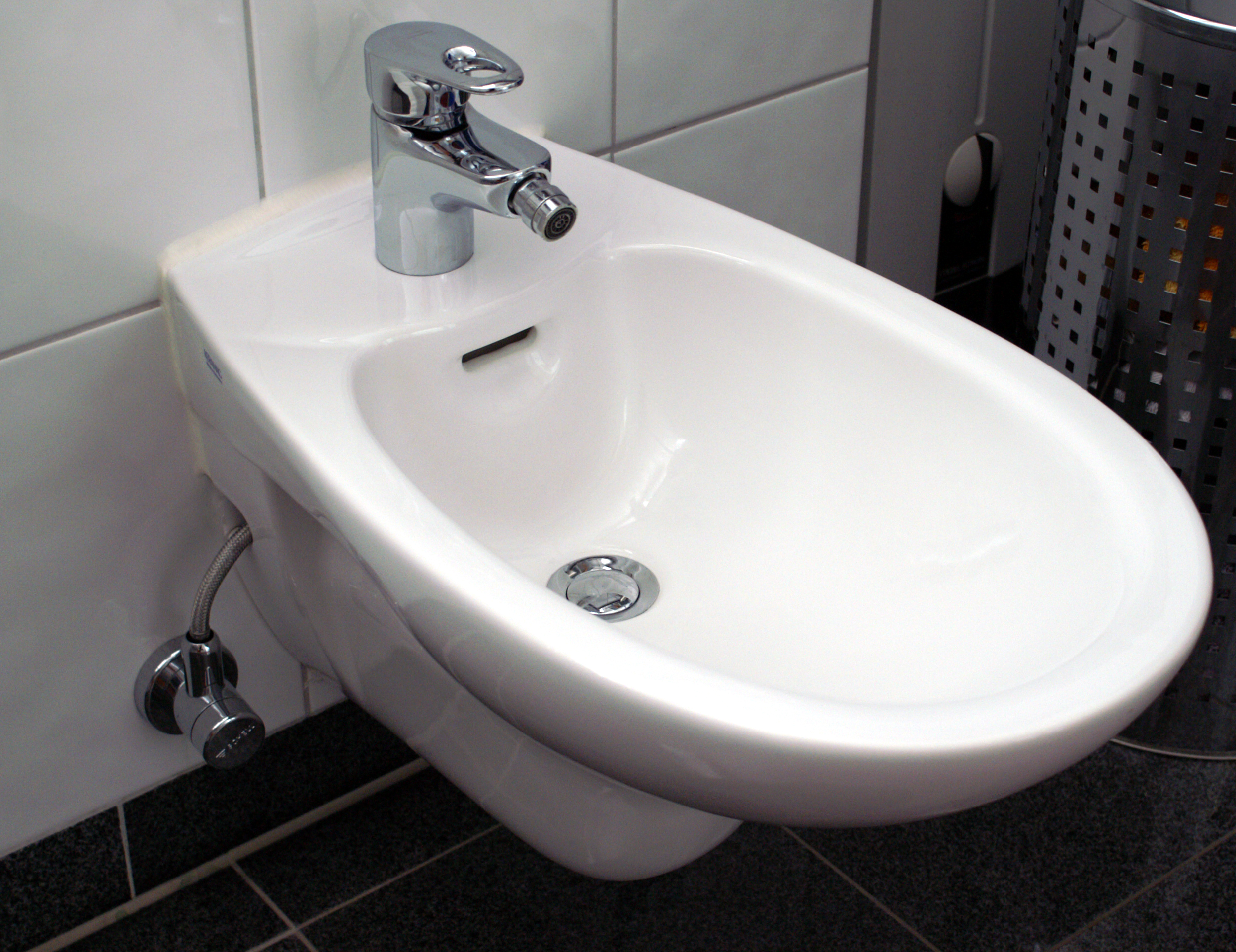
Un bidet moderne de type traditionnel, principalement disponible dans de nombreux pays d'Europe du Sud et d'Amérique du Sud.

Certaines personnes en Europe et en Amérique utilisent des bidets pour le nettoyage anal avec de l'eau, les bidets sont des accessoires de salle de bains communs dans de nombreux pays d'Europe occidentale et méridionale et de nombreux pays d'Amérique du Sud,,, tandis que les douches de bidet sont plus fréquentes en Finlande. La disponibilité des bidets varie considérablement au sein de ce groupe de pays. De plus, même lorsque les bidets existent, ils peuvent avoir d'autres usages que le lavage anal.
Le toilettes à bidet est courant dans les pays à prédominance catholique où l'eau est considérée comme essentielle pour le nettoyage anal.

## Autre

### Lingettes (lingettes humides, lingettes gel)
Lors du nettoyage des fesses des bébés lors des changements de couches, des lingettes humides sont souvent utilisées, en combinaison avec de l'eau si disponible.
Un gel hydratant peut être appliqué sur du papier hygiénique pour l'hygiène personnelle ou pour réduire l'irritation de la peau due à la diarrhée. Ce produit est appelé Gel wipe. Des mousses, sprays et gels spéciaux peuvent être combinés avec du papier hygiénique sec comme alternative aux lingettes humides.

### Des chiffons
Des chiffons ou des gants de toilette sont parfois utilisés. Ils sont ensuite lavés de la même manière que les couches lavables et réutilisés[réf. nécessaire].

### Bâtons, pierres, feuilles, épis de maïs
Dans les zones rurales des pays en développement ou lors de voyages en campement, des bâtons, des pierres, des feuilles, des épis de maïs et autres sont également utilisés pour le nettoyage anal. Cela peut être dû à l'indisponibilité du papier toilette et des produits de papier similaires ou de l'eau.

## Exemples par région ou pays
- Dans les sociétés d'Asie de l'Est, occidentales et multiculturelles, l'utilisation du papier hygiénique à la chinoise est répandue. D'autres produits de papier ont également été utilisés avant l'avènement des toilettes à chasse d'eau.
- Certains pays d'Europe et d'Amérique du Sud utilisent un bidet pour un nettoyage supplémentaire.
- En Asie du Sud et en Asie du Sud-Est, des bidets portables ou des douches de bidet sont prévus pour être utilisés dans les toilettes.
- Dans la Rome antique, une éponge commune était employée. Elle était rincée dans un seau d'eau salée ou de vinaigre après utilisation.
- Au Japon, des bâtons plats ont été utilisés dans l'Antiquité, remplacés par du papier toilette à mesure que le pays devenait plus occidentalisé. Les toilettes au Japon peuvent inclure des bidets intégrés pour le nettoyage anal avec de l'eau chaude.

## Histoire

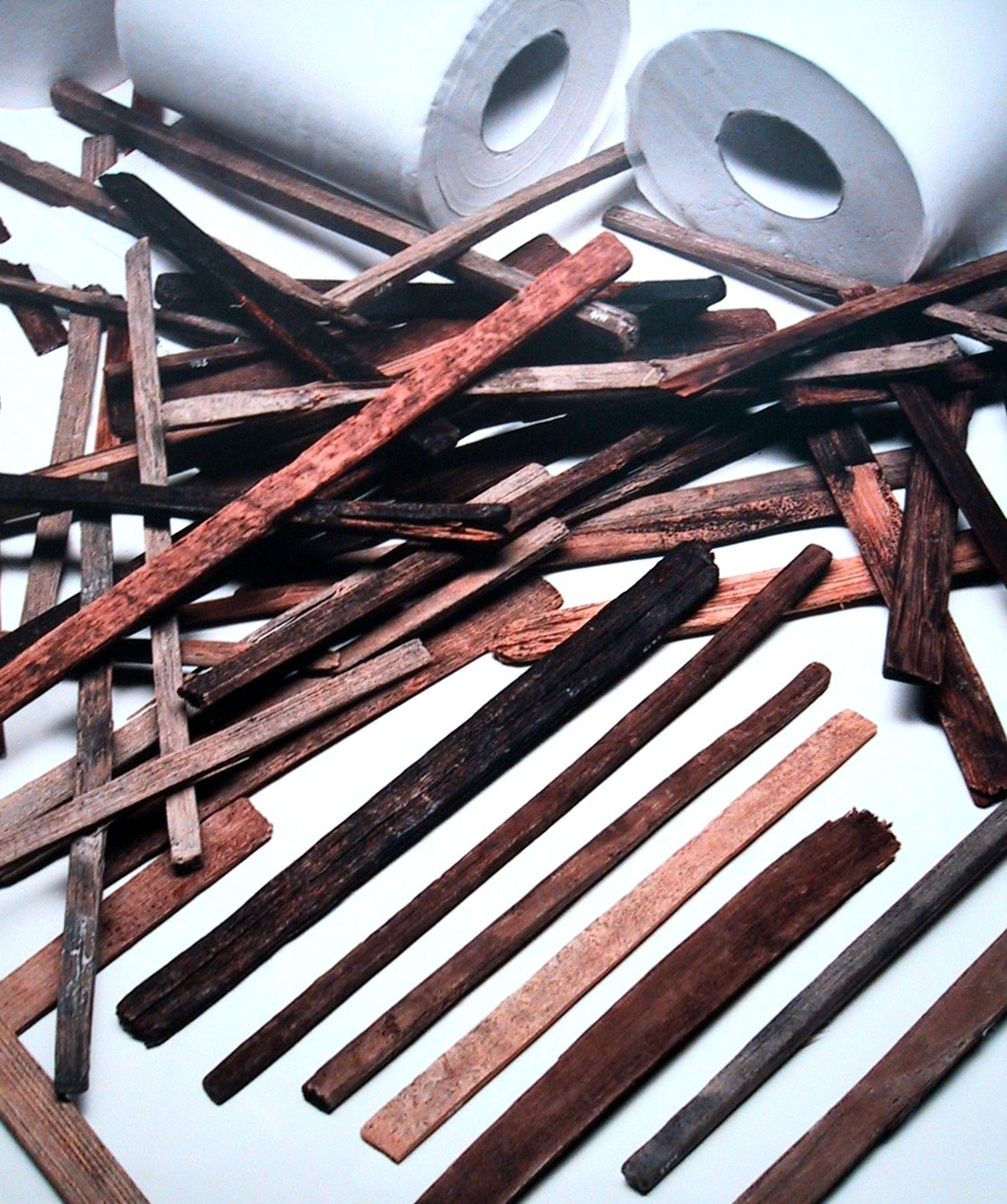
Instruments de nettoyage anal connus sous le nom de chūgi de la période Nara (710 à 784) au Japon. Les rouleaux modernes en arrière-plan sont pour la comparaison de taille.

Le nettoyage anal romain a été fait avec une éponge sur un bâton appelé un xylospongium. Le bâton devait être trempé dans un canal d'eau devant la toilette, puis coincé à travers le trou devant les toilettes,.
Dans l'ancien Japon, une baguette de bois connue sous le nom de chuugi était utilisée pour le nettoyage après défécation.